# Уэмацу, Дзюн
Дзюн Уэмацу (植松 純, родился 23 апреля 1972 года в пос. Гинан, префектура Гифу) — японский конькобежец, специализирующийся в шорт-треке. Участвовал в зимних Олимпийских играх 1992 года и Олимпийских играх 1994 года. Чемпион мира 1992 года.

## Спортивная карьера
Дзюн Уэмацу начал заниматься шорт-треком в возрасте 5-и лет в 1977 году. Его брат Хитоси Уэмацу — бывший шорт-трекист и бывший велогонщик. Впервые он отобрался в национальную сборную в 1989 году, в возрасте 16 лет участвовал на зимних Азиатских играх в Саппоро в феврале 1992 года и завоевал бронзу в беге на 3000 м и серебро в эстафете. В следующий раз попал в сборную в декабре 1991 года.
В феврале 1992 года на Олимпийских играх в Альбервилле был  в качестве запасного в эстафете. В марте у себя дома на командном чемпионате мира в Минамимаки взял бронзу, а в апреле выиграл золото эстафеты 
в составе Тацуёси Исихары, Юити Акасаки, Тосинобу Каваи на чемпионате мира в Денвере. 
В 1993 году на чемпионате мира в Пекине в личном многоборье занял 15-е место, а в эстафете 6-е место. В начале 1994 года на зимних Олимпийских играх в Лиллехаммере занял 15-е место в беге на 500 м и 18-е место в беге на 1000 м, а также в эстафете поднялся с командой на 5-е место. В марте на чемпионате мира в Пекине занял 13-е место в общем зачёте.
Ещё через год на очередном чемпионате мира в Йёвике лучшее 8-е место занял в беге на 1500 м, но выиграл бронзовую медаль в эстафете. В 1997 году на командном чемпионате мира в Сеуле смог с командой подняться на 2-е место. Он не отобрался в национальную сборную на Олимпиаду 1998 года в Японии, но был там в качестве фотографа, занявшись этой профессией в тот год. В основном он занимается съемкой постеров к фильмам.